# 티투스 오츠
티투스 오츠(영어: Titus Oates, 1649년 9월 15일 ~ 1705년 7월 12일)는 영국의 성직자로, 찰스 2세 국왕을 살해하기 위해 구교도 음모 사건을 꾸민 것으로 추정된다.